# ریثی پان
ریثی پان (خمر: ប៉ាន់ រិទ្ធី؛ زاده ۱۸ آوریل ۱۹۶۴) کارگردان و فیلم‌نامه‌نویس فیلم مستند اهل کامبوج است.